# Oceanografi
Oceanografi (sammensat af de græske ord ωκεανός der betyder "verdenshav" og γράφω som betyder "at skrive") eller oceanologi er en gren af geovidenskaberne og er læren og udforskningen af verdenshavet.
Oceanografi dækker en bred vifte af emner, inklusiv havorganismer og økosystemers dynamik; havstrømme, havbølger og geofysiske fluiddynamik; pladetektonik og havbundens geologi; og strømmene af forskellige kemiske stoffer og fysiske egenskaber i verdenshavet og gennem dets afgrænsninger. Disse forskelligartede emner viser de mange discipliner, oceanografer blander for at øge viden om verdenshavet og forståelse for processerne i det: biologi, kemi, geologi, meteorologi og fysik.

## Historie

### Antikken
Allerede i antikken erhvervede mennesker sig viden om havets og oceanernes bølger og strømme. Observationer om tidevand blev registreret af Aristoteles og Strabo. Den tidligste udforskning af oceanerne var primært knyttet til kartografi og hovedsagelig begrænset til havenes overflader og af de dyr, som fiskerne fangede i deres net, selvom dybdemålinger ved lodliner også blev foretaget.

### Ældre historisk tid
Først efter de store opdagelsesrejsers tid var der mulighed for en udvikling af oceanografien, og i løbet af Renæssancen og senere begyndte at udkomme en mængde søkort og praktiske sejlanvisninger, men mange af de indsamlede oplysninger blev tilbageholdte for offentligheden som laugs- eller statshemmeligheder.
Den ældste beretning om dybdelodning på verdenshavene fandt sted i 1521. Dette år foretog Magellan i nærheden af Tuamotu-øerne i Stillehavet et forsøg på at måle havdybden. Han lod alle de ti lodliner, man havde ombord, binde sammen, hvilket gav en samlet længde på ca. 700 m. Alligevel rakte den ikke til at nå bunden, og Magellan skrev i skibsjournalen, at han havde fundet det bundløse hav. Senere undersøgelser har vist, at havet det pågældende sted er 3-4.000 m dybt.
Selv om Juan Ponce de León i 1513 som den første identificerede Golfstrømmen, og denne var kendt af de søfarende, blev det Benjamin Franklin, der foretog den første videnskabelige undersøgelse af den og gav den sit navn. Franklin målte vandtemperaturer under flere atlantiske krydsninger og korrekt forklarede Golfstrømmens årsag. Franklin og Timothy Folger lod trykke det første kort over golfstrømmen i 1769-1770. Allerede 1737 tegnede den franske geograf Buache det første isobathekort.
Oplysninger om strømmene i Stillehavet blev samlet af opdagelsesrejsende i slutningen af det 18. århundrede, herunder James Cook og Louis Antoine de Bougainville. James Rennell skrev de første videnskabelige lærebøger om oceanografi, der beskriver de nuværende strømme i Atlanterhavet og Det Indiske Ocean. Under en rejse omkring Kap det Gode Håb i 1777 kortlagde han "bankerne og strømmen ved Lagullas". Han var også den første til at forstå arten af den intermitterende strøm nær Scilly-øerne, (nu kendt som Rennell's Current).
Omkring 1750 begyndte spekulationen over sammenhæng og vekselvirkning mellem fænomenerne og over årsagerne til deres udbredelse, det vil sige en geografisk behandling, men endnu frem til omkring 1850 var litteraturen om havet næsten kun enten fortællinger om iagttagelser af spændende og interessante oplevelser, om mærkelige rejser eller beretninger til vejledning for sejladsen. I disse beretninger fortaltes også om vind og strøm, samt for de mere lavvandede havområders vedkommende undertiden om dybde- og bundforhold.
Sir James Clark Ross tog den første moderne sondering i havdyb i 1840, og Charles Darwin udgav et papir om rev og dannelsen af atoller i forlængelse af HMS Beagle's anden rejse i 1831-1836. Robert FitzRoy udgav en fire-binds rapport om Beagle's tre rejser. I 1841-1842 foretog Edward Forbes mudring i Det Ægæiske Hav, og grundlagde derved den marine økologi.

### Den moderne oceanografi tager form
Til trods for disse spredte studier forblev menneskets viden om oceanerne begrænset til de øverste få dele af vandet og en lille del af bunden, hovedsagelig i lavvandede områder. Næsten intet var kendt for havets dybder. Royal Navy's bestræbelser på at kortlægge alle verdens kystlinjer i midten af 1800-tallet forstærkede den vage ide om, at det meste af havet var meget dybt, selvom der endnu ikke var meget mere kendt. På samme måde som udforskning fængede både en populær og videnskabelig interesse i polarområderne og i Afrika, gjorde mysterierne for de uudforskede oceaner det også.
Den første superintendent fra United States Naval Observatory (marineobservatoriet) i Washington 1842-1861, Matthew Fontaine Maury, viede sin tid til undersøgelsen af den marine meteorologi, navigation og kortlægning af fremherskende vinde og havstrømme. Hans lærebog fra 1855, Physical Geography of the Sea (oversat: Havets Fysiske Geografi) var et af de første omfattende oceanografiske studier. Mange nationer sendte oceanografiske observationer til Maury på Naval Observatory, hvor han og hans kolleger vurderede oplysningerne og distribuerede resultaterne verden over.
Det var Maurys fortjeneste, at han på den internationale kongres i Bruxelles i 1853 fik indført internationale ensartede skibsdagbøger. Disse blev samlet i de forskellige staters hydrologiske eller meteorologiske institutter og bearbejdet der. Dybder større end 300 favne var, efter Forbes’ undersøgelser 1840—41 i Det Ægæiske Hav, antaget for at være døde og uinteressante, til trods for forskellige men ikke påagtede tegn på det modsatte, som Cook, James Ross og andre havde fundet. Først henimod 1850 begyndte dybhavslodningerne, men allerede 1854 havde Maury kunnet udgive det første dybdekort over det nordlige Atlanterhav. Omtrent på denne tid blev sliploddet opfundet af amerikaneren Midshipman Brooke, og dette gjorde lodningerne langt lettere at udføre. Omtrent samtidig fremkom der planer om at nedlægge telegrafkabler på havbunden, og disse planer gjorde lodningerne til en nødvendighed. Det første kabel mellem Europa og Amerika blev nedlagt i 1858. Til trods for fordommene om den manglende dybhavsfauna havde nordmanden Michael Sars’ undersøgelser siden 1850 overraskende vist, at der fandtes dyreliv også på store dybder. Dette blev bekræftet af andre forskere, og ved optagelsen af brudte kabler omkring 1860 fremkom yderligere beviser på denne særlige dyreverden, ligesom også englænderen Wallich i 1862 og svenskeren Torell i 1864 bidrog til at ændre billedet.
En begivenhed adf afgørende betydning for grundlæggelsen af den moderne videnskab om oceanografi var Challenger-ekspeditionen 1872-76. Som den første ægte oceanografiske krydstogt lagde denne ekspedition grundlaget for en hel akademisk og forskningsdisciplin. Baggrunden herfor var, at nogle engelske dybsøforsknings-togter foretaget af "Lightning" 1868 og på "Porcupine" og "Shearwater" 1869—70 var så overraskende, at den engelske regering gav tilsagn om at finansiere mere systematiske studier.

#### Challenger-ekspeditionen
Som svar på en anmodning fra Royal Society bevilgede den britiske regering i 1871 støtte til en ekspedition for at udforske verdens oceaner og foretage en passende videnskabelig undersøgelse. Charles Wyville Thompson og Sir John Murray ledede Challenger-ekspeditionen. Challenger, som blev leaset fra Royal Navy, blev ombygget til videnskabeligt arbejde og udstyret med separate laboratorier for naturhistorie og kemi. Under det videnskabelige tilsyn fra Thomson rejste Challenger næsten 70.000 sømil (130.000 km) opmåling og udforskning. På sin rejse rundt om kloden blev der taget [6] 492 dybhavslydinger, 133 bundgravere, 151 åbne vandtrawl og 263 serielle vandtemperaturobservationer. Omkring 4.700 nye arter af marint dyreliv blev opdaget. Resultatet var en omfattende rapport om de videnskabelige resultater af forskningsrejsen for H.M.S. Challenger i årene 1873-76. Murray, som overvågede publikationen, beskrev rapporten som "det største fremskridt i vores planetens kendskab siden de berømte opdagelser i det femtende og sekstende århundrede". Han fortsatte med at grundlægge den akademiske disciplin for oceanografi ved Edinburghs universitet, som blev et centrum for oceanografisk forskning langt ind i det 20. århundrede. Murray var den første til at studere havgrave og især den Midtatlantiske højderyg, og kortlægge de sedimentære forekomster i oceanerne. Han forsøgte at kortlægge verdens havstrømme baseret på saltholdighed og temperaturobservationer, og var den første til korrekt at forstå karakteren af koralrevenes udvikling.

#### Andre ekspeditioner
Også andre lande gik ind i oceanforskningen. Således bidrog USA med skibene "Tuscarora", "Gettysburg", "Blake" og andre 1873—80, Tyskland bidrog med skibet "Gazelle" 1874—76, Norge bidrog med en akspedition med skibet "Vøringen" 1876—80, Frankrig bidrog med skibene "Travailleur" og "Talisman" 1880—83, Italien med skibene"Washington" og "Vettor Pisani" 1881—85. Af senere togter kan nævnes fyrsten af Monacos mange ekspeditioner, den russiske "Vitiaz"-ekspedition under Makaroff 1886—89, den tyske "National" eller Plankton-ekspedition med Victor Hensen om bord, de østrigske "Pola"-ekspeditioner 1890—98, endvidere svenskerne Otto Petterson’s og Gustav Ekman’s undersøgelser, Nansen’s drift med "Fram" over Polhavet 1893—96, den danske "Ingolf"-ekspedition 1895—96, hvori Martin Knudsen og Ostenfeld deltog, den belgiske antarktiske ekspedition på "Belgica" 1897—99, den tyske dybhavsekspedition 1898—99 på "Valdivia" under ledelse af Carl Chun, skibene "Nero" og "Albatross" 1899—1900 fra USA med Alexander Agassiz, den hollandsk-ostindiske "Siboga"-ekspedition 1899—1900 med Max Weber. I forbindelse hermed må også nævnes, at i årene 1901-04 fandt betydningsfulde antarktiske ekspeditioner sted fra England, Tyskland, Sverige og Skotlands side. Mellem 1903 og 1911 undersøgte de tyske skibe "Edi", "Stephan" og "Planet" oceanerne, og i 1904 "Albatross" (Agassiz) fra USA Stillehavet. 1907—09 besøgte James Murray og andre Antarktis på en ny britisk ekspedition. 1908—10 var en dansk ekspedition på "Thor" i Middelhavet med I.N. Nielsen og under ledelse af Johannes Schmidt, 1910 indtraf den norske Atlanterhavsekspedition med "Michael Sars", hvori John Murray og Johan Hjort deltog, i 1911 fandt den tyske antarktiske ekspedition med skibet "Deutschland" sted, og endelig 1921—22 foregik den danske "Dana"-ekspedition under Johannes Schmidt til Sargassohavet og Golfstrømregionen.
I slutningen af det 19. århundrede udsendte også private og institutioner skibe, som blandt andet foretog oceanografiske undersøgelser. Det første til formålet bygget oceanografiske skib, Albatros, blev bygget i 1882. I 1893 fik Fridtjof Nansen sit skib, Fram, til at blive frosset i den arktiske is. Dette gjorde det muligt for ham at foretage oceanografiske, meteorologiske og astronomiske undersøgelser på et fast sted i længere tid.

### International kongres og internationalt samarbejde
Efterhånden skete der et stigende internationalt samarbejde indenfor oceanografien. På svenskeren Otto Petterson’s initiativ blev der i 1899 afholdt en international kongres i Stockholm, hvor der blev lagt program for en international undersøgelse af nordeuropæiske farvande. Dette initiativ blev videre udformet på en konference i Kristiania (nu Oslo) 1901, og et konstituerende møde for "de internationale Havundersøgelser" blev afholdt i 1902 i København, som var valgt til sæde for centralledelsen. I tilknytning til undersøgelserne blev oprettet et centrallaboratorium i Kristiania. De stater, som deltog i dette samarbejde, var frem til 1. verdenskrig Rusland, Norge, Danmark, Tyskland, Holland, Storbritannien, Finland og Belgien. Virksomheden ophørte næsten helt i 1914 som følge af udbruddet af 1. verdenskrig, men blev genoptaget ved et møde i London i 1920. Ved genoptagelsen var Tyskland og Rusland trådt ud, mens Frankrig var kommet med, hvorved undersøgelsesområdet kunne udstrækkes til det betydningsfulde område i forbindelse med den Engelske Kanal. Undersøgelsernes formål var fiskeriundersøgelser, men metoderne var de samme som oceanografien anvendte, og netop de internationale havundersøgelser bidrog meget til udviklingen af dem og gav meget vægtige bidrag til den oceanografiske videnskabs udvikling. På lignende måde igangsatte USA og Canada et arbejde efter tilsvarende retningslinjer, og en lignende fiskerimæssig og oceanografisk undersøgelse i Middelhavet og tilstødende have var påtænkt under medvirken fra Frankrig, Italien, Spanien og Portugal. Endelig blev fra Scripp’s Institut ved Kaliforniens universitet efter 1. verdenskrig påbegyndt meget betydningsfulde undersøgelser i Stillehavet.

### Videnskabelige oceanografiske institutioner
I 1881 udgav geografen John Francon Williams en seminal bog, Geography of the Oceans. Mellem 1907 og 1911 udgav Otto Krümmel Handbuch der Ozeanographie, som blev indflydelsesrig i at vække offentlig interesse for oceanografi. Den Nordatlantiske ekspedition ledet af John Murray og Johan Hjort, som strakte sig over fire måneder i 1910 var det mest ambitiøse oceanografiske og marine zoologiske forskningsprojekt, der nogensinde var foretaget og førte til den klassiske bog fra 1912, The Deepths of the Ocean.
I årenes løb blev der oprettet mange videnskabelige oceanografiske institutioner. Fyrsten af Monaco grundlagde et stort oceanografisk institut i Monaco med et tilhørende museum og et oceanografisk institut i Paris. Lignende fandtes i London og Berlin. En meget betydningsfuld zoologisk station blev grundlagt 1874 af A. Dohrn i Neapel. Norge havde biologiske stationer i Bergen og Drøbak og Danmark en flydende biologisk station, oprettet 1889, hvis leder var C.G.Johs. Petersen.
Blandt de betydeligste resultater, den oceanografiske videnskab kunne opvise efter 1. verdenskrig, var, at man havde opnået et nogenlunde fyldigt kendskab til de vigtigste spisefisks geografiske udbredelse, til deres vandringer og til de forhold, de krævede af deres ynglepladser. Man havde indset, at kendskabet til de fysisk-kemiske forhold i havet var nødvendigt. Man havde konstateret, at blandt de ting, der havde vist sig at spille en stor rolle, var hvirveldannelsen under strømbevægelsen, interne bølger og navnlig periodiciteten i strømningerne i årets løb og variationerne fra år til år. Endnu kendte man ikke årsagen til disse variationer og kunne derfor endnu ikke forudsige årets fiskerimuligheder. Ved Helland-Hansen’s og Fridtjof Nansen’s undersøgelser var det konstateret, at der var en sammenhæng mellem intensitet af solstråling og strøm, hvilket var blevet påvist for den nordatlantiske havstrøms vedkommende og i sammenhæng hermed for de af denne strøm afhængige store torskefiskerier ved Lofoten. Man havde konstateret, at de forskellige "aldersklassers" mængdeforhold inden for de legende torskestimer varierede fra år til år, hvilket Johan Hjort havde påvist, og da fiskens værdi (dens indhold af olie og så videre) varierer med alderen, indebar dette, at fiskeriets udbytte derved også varierende. Endvidere havde oceanografien fundet nye fangstfelter for fisk, man havde opdaget nye økonomisk vigtige dyrearter, ligesom man som følge af forøget viden kunne fastsættes rationelle fredningsbestemmelser for at forhindre en overfiskning, og der blev foretaget forsøg med omplantninger af rødspætter til gode vækstpladser. Forskningsfeltet var blevet stadig mere omfattendet, idet det havde vist sig, at planktonforskningen er en nødvendig forudsætning for fiskeriundersøgelser. Foruden Anton Dohrn må i denne forbindelse nævnes Ernst Haeckel, Lohmann i Kiel, Cleve i Sverige, Gran i Norge, Ostenfeld i Danmark og Allen i England.

### Det 20 århundrede efter 1. verdenskrig
Den første akustiske måling af havdybde blev lavet i 1914. Mellem 1925 og 1927 samlede "Meteor"-ekspeditionen 70.000 havdybdemålinger ved hjælp af en ekkolod, da man undersøgte den midtatlantiske højderyg.
Sverdrup, Johnson og Fleming udgav The Oceans i 1942, som var et vigtigt skillemærke. The Sea (Havet), i tre bind, der dækker fysisk oceanografi, havvand og geologi, redigeret af M.N. Hill blev udgivet i 1962, mens Rhodes Fairbridge's Encyclopedia of Oceanography udkom i 1966.
The Great Global Rift, der løber langs den Midtatlantiske højderyg, blev opdaget af Maurice Ewing og Bruce Heezen i 1953; i 1954 blev et bjergkæde under arktisk ocean fundet af arktiske institut for USSR. Teorien om havbundsspredning blev udviklet i 1960 af Harry Hammond Hess. Ocean Drilling Programm startede i 1966. Dybhavsventilation blev opdaget i 1977 af Jack Corliss og Robert Ballard i DSV Alvin.
I 1950'erne opfandt Auguste Piccard bathyskafe (en slags dykkerklokke beregnet for særligt store dybder) og brugte fartøjet Trieste til at undersøge havets dybder. "Trieste" var nærmest en stålkugle på omkring 2 m i diameter og med 9 cm tykke vægge. Den kunne rumme to personer. I 1960 lykkedes det Jacques Piccard og Donald Walsh at nå bunden af Marianer-graven på 10.910 meters dybde. Den amerikanske atomubåd Nautilus foretog den første rejse under isen til Nordpolen i 1958. I 1962 blev FLIP (Floating Instrument Platform, flydende instrumentplatform), en 355 fods platformsbøje, først indsat.
Fra 1970'erne har der været stor vægt på anvendelsen af storskala computere til oceanografi for at tillade numeriske forudsigelser af havforholdene og som en del af den generelle forudsigelse for miljøforandring. Et Oceanographic Booy array blev etableret i Stillehavet for at muliggøre forudsigelse af El Niño begivenheder.
I 1990 startede World Ocean Circulation Experiment (WOCE), som fortsatte indtil 2002. Geosat havbundskortlægningsdata blev tilgængelige i 1995.

## Grene indenfor oceanografien
Undersøgelsen af oceanografi er opdelt i disse fire grene:
1. Biologisk oceanografi eller havbiologi undersøger økologi af marine organismer i sammenhæng med de fysiske, kemiske og geologiske egenskaber ved deres havmiljø og biologi hos enkelte marine organismer.
2. Kemisk oceanografi og oceankemi er undersøgelsen af oceanens kemi. Mens kemisk oceanografi primært er beskæftiget med undersøgelsen og forståelsen af havvandsegenskaber og dens forandringer, fokuserer oceankemi primært på de geokemiske cyklusser.
3. Geologisk oceanografi eller havgeologi er undersøgelsen af havbundens geologi, herunder pladetektonik og paleoceanografi.
4. Fysisk oceanografi studerer havets fysiske egenskaber, herunder temperatur-saltholdighed, blanding, overfladebølger, indre bølger, overfladisk tidevand, indre tidevand og strømme.

## Forsuring af havene
Forsuring af havene beskriver nedgangen i havets pH-værdi, der er forårsaget af antropogene (menneskeskabte) kuldioxid (CO2) udledninger i atmosfæren. Havvand er en smule alkalisk og havde en førindustriel pH-værdi på ca. 8,2. I nyere tid har menneskeskabte aktiviteter stadigt øget atmosfærens kultveilteindhold; Ca. 30-40% af det tilsatte CO2 absorberes af oceanerne og danner kulsyre og sænker pH-værdien (nu under 8.1 ) gennem havforsuring. PH forventes at nå 7,7 i år 2100.
Et vigtigt element for skelettet af havdyr er calcium, men calciumkarbonat bliver mere opløseligt med tryk, så carbonatskaller og skeletter opløses under carbonatkompensationsdybden. Calciumkarbonat bliver mere opløseligt ved lavere pH, så havforsuring vil sandsynligvis påvirke marine organismer med kalkholdige skaller, såsom østers, muslinger, søpindsvin og koraller, og carbonatkompensationsdybden vil stige til tættere på havet overflade. Berørte planktoniske organismer vil omfatte pteropoder, coccolithophorider og
foraminifera (Poredyr), der alle er vigtige i fødekæden. I tropiske områder er koraller sandsynligvis stærkt berørt, da de i stadig mindre grad bliver i stand til at bygge deres calciumcarbonatskeletter, hvilket igen påvirker andre koralrev-beboere negativt.
Den nuværende hastighed for oceankemiændringer synes at være uden fortilfælde i jordens geologiske historie, hvilket gør det uklart, hvor godt marine økosystemer vil tilpasse sig de skiftende forhold i den nærmeste fremtid. Af særlig interesse er den måde, hvorpå kombinationen af forsuring med de forventede yderligere stressorer af højere temperaturer og lavere iltniveauer vil påvirke havene.

## Havstrømme
Siden de tidlige ocean ekspeditioner i oceanografi var en stor interesse undersøgelsen af havstrømmene og temperaturmålinger. Tidevandet, Corioliseffekten, ændringer i vindens retning og styrke, saltholdighed og temperatur er de vigtigste faktorer for bestemmelse af havstrømme. Den termohaline cirkulation (THC), hvor termo- refererer til temperatur og -halin til saltindhold, forbinder 4 af 5 havområder og er primært afhængig af densiteten af havvand. Havstrømme som Golfstrømmen er vinddrevne overfladestrømme.

## Metoder
De videnskabelige metoder blev navnlig i årtierne efter århundredeskiftet (1900) udviklet til megen finhed.

### Dybdelodninger
Til lodninger anvendtes loddemaskiner, hvor lodlinen løb ud over et hjul, der var bremset, så det standsede i det øjeblik, loddet nåede bund; mest brugt var Leblanc’s og Lucas’. Desuden anvendtes til bestemmelse af dybde »Kelvin’s pneumatiske patentlod« og »Rung’s Universalbathometer«. Fra amerikansk side blev eksperimenteret med dybdebestemmelser ad akustisk vej.

### Strømmålinger
Til direkte strømmåling blev konstrueret apparater af O. Petterson, Ekman, Nansen og I.P. Jacobsen. Strømflasker anvendtes både til bestemmelse af overflade- og af bundstrømme.

### Vandprøver
Til hentning af vand fra større dybder blev konstrueret et utal af forskellige former, Buchanan’s, Pettersson-Nansen’s, Ekman’s og Knudsen’s var de mest brugte.

### Temperaturmålinger
Temperaturbestemmelse foretoges dels med vendetermometre, dels med termometre indsat i isolerende vandhentere.

### Saltholdighed
Til bestemmelse af saltholdighed anvendtes hovedsagelig titreranalyse med bestemmelse af klormængden, hvorpå de tilsvarende værdier for den totale saltmængde og for vægtfylden kunne findes i hydrografiske tabeller udarbejdet under Martin Knudsen’s ledelse, men desuden aræometre og andre metoder.

### Iltindhold
Også til bestemmelse af luftindhold og brintionkoncentration blev der udviklet gode metoder.

### Lysdybder
Til bestemmelse af lysets nedtrængen i havet bruges nedsænkning af hvide skiver af bestemt størrelse, idet man målte den dybde, hvori de forsvandt for øjet.
Virkelige fotometre blev konstrueret af Nansen og M. Knudsen.

### Beregningsmodeller
Til beregning af vandudveksling mellem to områder anvendtes de såkaldte »Knudsenske relationer«, og til beregning af havstrømmene en af Bjerknes (Norge) udarbejdet og senere af Helland-Hansen og Sandstrøm udviklet såkaldt »dynamisk snitmetode«.

### Fiskeriundersøgelser
Til fiskeri anvendtes, foruden de sædvanlige fiskeriredskaber, en mængde konstruktioner for planktonnet til fangst af de i havet drivende dyr og planter, plankton. For undersøgelse af den vertikale fordeling blev konstrueret lukkenet, der kunne lukkes med faldlod. Til fangst af større pelagiske dyr havde C.G. Johs. Petersen konstrueret en yngeltrawl; for at få de mindste (men på grund af mængden overordentlig vigtige) planktonformer, nannoplankton, måtte havvandet centrifugeres. Bundfaunaen hentedes op med trawl og svaber samt med C.G. Johs. Petersen’s bundhenter, der tog et bestemt bundareal op og således i modsætning til de andre tillod en virkelig kvantitativ bestemmelse af faunaen.